# Шугалей 3
«Шугалей 3» (на экране как: «Возвращение. Шугалей», стилизованно как: «Во3вращение. Шугалей») — российско-тунисский боевик режиссёра Михаила Вассербаума, премьера которого состоялась 2 сентября 2021 года на телеканале «НТВ» в 23:50. Кинокартина основана на реальной истории двух россиян, попавших в плен к боевикам в Ливии.

## В ролях
| Актёр                 | Персонаж                |
| --------------------- | ----------------------- |
| Кирилл Полухин        | Максим Шугалей          |
| Олег Абалян           | Самер Хасан Али Суэйфан |
| Сергей Яценюк         | Александр Прокофьев     |
| Екатерина Решетникова | Наталья Шугалей         |
| Алексей Кравченко     | Калина                  |
| Владимир Петров       | «Турист»                |
| Евгений Терских       | «Кубань»                |
| Михаил Богданов       | «Тобол»                 |
| Самвел Мужикян        | Фарид                   |
| Дмитрий Сутырин       | Александр Малькевич     |
| Татьяна Буланова      | камео                   |
| Евгений Поддубный     | камео                   |
| Максим Шугалей        | странник                |
| Руслан Барабанов      | банкир                  |
| Олег Метелёв          | Халифа Хафтар           |